# Alimi Goitia
Alimi Goitia est un boxeur vénézuélien né le 28 juin 1970 à Puerto Cabello.

## Carrière
Passé professionnel en 1993, il devient champion du monde des poids super-mouches WBA le 22 juillet 1995 après sa victoire par arrêt de l’arbitre au 12e round contre le sud-coréen Lee Hyung-chul. Goitia conserve son titre face à Aquiles Guzman, Lee lors du combat revanche et Satoshi Iida puis est battu au 10e round par Yokthai Sithoar le 24 août 1996. Il met un terme à sa carrière en 2005 sur un bilan de 16 victoires et 4 défaites.